# Geribde clausilia
De geribde clausilia (Macrogastra attenuata) is een slakkensoort uit de familie van de Clausiliidae. De wetenschappelijke naam van de soort is voor het eerst geldig gepubliceerd in 1835 door Rossmassler.